# Izvoare (okręg Botoszany)
Izvoare – wieś w Rumunii, w okręgu Botoszany, w gminie Suharău. W 2011 roku liczyła 53 mieszkańców.